# Professor Ratagão
Professor Ratagão é o vilão principal de As Peripécias do Ratinho Detetive.
Este vilão que Basil da Rua Baker, seu pior rival e herói do filme, cita como perverso merece o mérito, pois comete atos muito cruéis no filme.
Ele é um rato de esgoto, mas não quer aceitar isso e que o chama assim, acaba virando almoço de Felícia(a gata de Ratagão).
No filme, ele tenta matar a rainha e assumir sua posição.
Tem como seu maior comparsa Morcegão, um morcego perneta de asa quebrada.
Sua idade é perto ou um pouco mais que 50 anos.

## Crueldades
- Roubou o Big Ben.
- Afogou órfãos e viúvas.
- Raptou Flaversham.
- Deu um bêbado para sua gata comer por ter sido chamado de RATO pelo pinguço. (Um ponto fraco do personagem).
- Mandou Morcegão raptar Olívia.
- Roubou uniformes, ferramentas e engrenagens.
- Mandou drogarem as bebidas de Basil e Dawson.
- Tentou assassinar Basil e Dawson.
- Tentou jogar Basil do Big Ben.
- Tentou jogar Olivia nas engrenagens do Big Ben.
- Tentou matar a Rainha e tentou trocá-la por um boneco criado por Flaversham.